# Weber (unité)
Pour les articles homonymes, voir Weber et Wb.
Le weber (symbole : Wb) est l'unité dérivée de mesure du flux d'induction magnétique. Il est nommé en l’honneur du physicien allemand Wilhelm Eduard Weber.
C'est le flux d'induction magnétique qui, traversant un circuit d'une seule spire, y produit une force électromotrice de 1 volt si on l'annule en 1 seconde par une décroissance uniforme.
1 Wb = 1 T m2 = 1 V s = 1 m2 kg s−2 A−1 = 1 J A−1